# Ligue des champions de la CAF 2023-2024
Navigation
Édition précédente Édition suivante
La Ligue des champions de la CAF 2023-2024 (officiellement la Ligue des champions de la CAF Total Énergies 2023-2024 pour des raisons de parrainage) est la 60e édition du tournoi organisé par la CAF de la plus importante compétition africaine de clubs et la 28e édition dans le format actuel de la Ligue des champions de la CAF.
Elle oppose 54 des meilleurs clubs africains qui se sont illustrés dans leurs championnats respectifs la saison précédente.

## Parrainage
En juillet 2016, Total a annoncé avoir passé un accord de sponsoring avec la Confédération africaine de football (CAF). L’accord vaut pour les huit prochaines années et concernera les dix principales compétitions organisées par la CAF, dont la Coupe de la Confédération de la CAF, qui est désormais baptisée "Coupe de la Confédération de la CAF TotalEnergies" ou "Coupe de la Confédération TotalEnergies".

## Participants
- Théoriquement, jusqu'à 56 fédérations membres[a] de la Confédération africaine de football (CAF) peuvent inscrire une formation en Ligue des champions de la CAF 2023-2024[1].
- Les douze meilleurs pays en fonction du classement quinquennal de la CAF peuvent inscrire un maximum de deux équipes. Lors de cette saison, le classement est établi en prenant en compte les cinq éditions entre 2018-2019 et 2022-2023.
- 54 clubs (46 champions + 12 vice-champions) entrent dans le tournoi.
- Quatorze fédérations membres de la CAF n'inscrivent aucun participant lors de cette édition de la Ligue des champions : Cap-Vert, Centrafrique, Érythrée, Gambie, Guinée-Bissau, Kenya, Lesotho, Madagascar, Maurice, La Réunion (membre associé), Sao-Tomé-et-Principe, Seychelles, Tchad, Zimbabwe.

| Rang                                                                       | Fédération                                                              | Club                                                                    | Classement                                                              |
| Fédérations avec deux représentants (classées de la 1re à la 12e place)    | Fédérations avec deux représentants (classées de la 1re à la 12e place) | Fédérations avec deux représentants (classées de la 1re à la 12e place) | Fédérations avec deux représentants (classées de la 1re à la 12e place) |
| -------------------------------------------------------------------------- | ----------------------------------------------------------------------- | ----------------------------------------------------------------------- | ----------------------------------------------------------------------- |
| 1                                                                          | Maroc (180 pts)                                                         | FAR Rabat                                                               | Champion du Maroc 2022-2023                                             |
| 1                                                                          | Maroc (180 pts)                                                         | Wydad AC                                                                | Vice-champion du Maroc 2022-2023                                        |
| 2                                                                          | Égypte (172,5 pts)                                                      | Al-Ahly SC                                                              | Champion d'Égypte 2022-2023                                             |
| 2                                                                          | Égypte (172,5 pts)                                                      | Pyramids FC                                                             | Vice-champion d'Égypte 2022-2023                                        |
| 3                                                                          | Algérie (134 pts)                                                       | CR Belouizdad                                                           | Champion d'Algérie 2022-2023                                            |
| 3                                                                          | Algérie (134 pts)                                                       | CS Constantine                                                          | Vice-champion d'Algérie 2022-2023                                       |
| 4                                                                          | Afrique du Sud (114 pts)                                                | Mamelodi Sundowns FC                                                    | Champion d'Afrique du Sud 2022-2023                                     |
| 4                                                                          | Afrique du Sud (114 pts)                                                | Orlando Pirates FC                                                      | Vice-champion d'Afrique du Sud 2022-2023                                |
| 5                                                                          | Tunisie (101 pts)                                                       | ES Sahel                                                                | Champion de Tunisie 2022-2023                                           |
| 5                                                                          | Tunisie (101 pts)                                                       | ES Tunis                                                                | Vice-champion de Tunisie 2022-2023                                      |
| 6                                                                          | Tanzanie (56,5 pts)                                                     | Young Africans SC                                                       | Champion de Tanzanie 2022-2023                                          |
| 6                                                                          | Tanzanie (56,5 pts)                                                     | Simba SC                                                                | Vice-champion de Tanzanie 2022-2023                                     |
| 7                                                                          | RD Congo (54 pts)                                                       | TP Mazembe                                                              | Champion de RD Congo 2021-2022                                          |
| 7                                                                          | RD Congo (54 pts)                                                       | AS Vita Club                                                            | Vice-champion de RD Congo 2021-2022                                     |
| 8                                                                          | Angola (41,5 pts)                                                       | Petro Atlético                                                          | Champion d'Angola 2022-2023                                             |
| 8                                                                          | Angola (41,5 pts)                                                       | CD Primeiro de Agosto                                                   | Vice-champion d'Angola 2022-2023                                        |
| 9                                                                          | Soudan (39 pts)                                                         | Al-Hilal Omdurman                                                       | Champion du Soudan 2022                                                 |
| 9                                                                          | Soudan (39 pts)                                                         | Al-Merreikh Omdurman                                                    | Vice-champion du Soudan 2022                                            |
| 10                                                                         | Guinée (29 pts)                                                         | Hafia FC                                                                | Champion de Guinée 2022-2023                                            |
| 10                                                                         | Guinée (29 pts)                                                         | Horoya AC                                                               | Vice-champion de Guinée 2022-2023                                       |
| 11                                                                         | Libye (28 pts)                                                          | Al-Ahli Tripoli                                                         | Champion de Libye 2022-2023                                             |
| 11                                                                         | Libye (28 pts)                                                          | Al-Ahly Benghazi                                                        | Vice-champion de Libye 2022-2023                                        |
| 12                                                                         | Nigeria (25 pts)                                                        | Enyimba FC                                                              | Champion du Nigeria 2022-2023                                           |
| 12                                                                         | Nigeria (25 pts)                                                        | Remo Stars FC                                                           | Vice-champion du Nigeria 2022-2023                                      |
| Fédérations avec un seul représentant (classées plus bas que la 12e place) |                                                                         |                                                                         |                                                                         |
| 13                                                                         | Côte d'Ivoire (21 pts)                                                  | ASEC Mimosas                                                            | Champion de Côte d'Ivoire 2022-2023                                     |
| 14                                                                         | Cameroun (16 pts)                                                       | Coton Sport FC                                                          | Champion du Cameroun 2022-2023                                          |
| 15                                                                         | Zambie (15 pts)                                                         | Power Dynamos FC                                                        | Champion de Zambie 2022-2023                                            |
| 16                                                                         | Congo (9,5 pts)                                                         | AS Otohô                                                                | Champion du Congo 2022-2023                                             |
| 17                                                                         | Sénégal (9 pts)                                                         | AS Génération Foot                                                      | Champion du Sénégal 2022-2023                                           |
| 18                                                                         | Mali (7 pts)                                                            | AS Réal de Bamako                                                       | Champion du Mali 2022-2023                                              |
| 19                                                                         | Ouganda (5 pts)                                                         | Vipers SC                                                               | Champion d'Ouganda 2022-2023                                            |
| -                                                                          | Togo (5 pts)                                                            | ASKO Kara                                                               | Champion du Togo 2022-2023                                              |
| 21                                                                         | Botswana (4 pts)                                                        | Jwaneng Galaxy FC                                                       | Champion du Botswana 2022-2023                                          |
| 22                                                                         | Burkina Faso (2 pts)                                                    | AS Douanes                                                              | Champion du Burkina Faso 2022-2023                                      |
| -                                                                          | Eswatini (2 pts)                                                        | Green Mamba FC                                                          | Champion d'Eswatini 2022-2023                                           |
| -                                                                          | Niger (2 pts)                                                           | ASGNN                                                                   | Champion du Niger 2022-2023                                             |
| 25                                                                         | Bénin (1 pt)                                                            | Coton FC                                                                | Champion du Bénin 2022-2023                                             |
| -                                                                          | Ghana (1 pt)                                                            | Medeama SC                                                              | Champion du Ghana 2022-2023                                             |
| -                                                                          | Mauritanie (1 pt)                                                       | FC Nouadhibou                                                           | Champion de Mauritanie 2022-2023                                        |
|                                                                            | Burundi                                                                 | Bumamuru FC                                                             | Champion du Burundi 2022-2023                                           |
|                                                                            | Comores                                                                 | Djabal FC                                                               | Champion des Comores 2022-2023                                          |
|                                                                            | Djibouti                                                                | ASAS Djibouti Télécom                                                   | Vice-champion de Djibouti 2022-2023                                     |
|                                                                            | Éthiopie                                                                | Saint-George SC                                                         | Champion d'Éthiopie 2022-2023                                           |
|                                                                            | Gabon                                                                   | CS Bendjé                                                               | Deuxième du championnat du Gabon 2022-2023                              |
|                                                                            | Guinée équatoriale                                                      | Dragón FC                                                               | Champion de Guinée équatoriale 2023                                     |
|                                                                            | Liberia                                                                 | LISCR FC                                                                | Champion du Liberia 2022-2023                                           |
|                                                                            | Malawi                                                                  | Nyasa Big Bullets FC                                                    | Champion du Malawi 2022                                                 |
|                                                                            | Mozambique                                                              | UD Songo                                                                | Champion du Mozambique 2022                                             |
|                                                                            | Namibie                                                                 | African Stars FC                                                        | Champion de Namibie 2022-2023                                           |
|                                                                            | Rwanda                                                                  | APR FC                                                                  | Champion du Rwanda 2022-2023                                            |
|                                                                            | Sierra Leone                                                            | Bo Rangers FC                                                           | Champion de Sierra Leone 2022-2023                                      |
|                                                                            | Somalie                                                                 | Gaadiidka FC                                                            | Champion de Somalie 2022                                                |
|                                                                            | Soudan du Sud                                                           | Salaam FC Bor                                                           | Champion du Soudan du Sud 2023                                          |
|                                                                            | Zanzibar                                                                | KMKM SC                                                                 | Champion de Zanzibar 2022-2023                                          |

## Calendrier
| Nom                                             | Tirage au sort | Match aller                               | Match retour                                 | Nombre de participants |
| ----------------------------------------------- | -------------- | ----------------------------------------- | -------------------------------------------- | ---------------------- |
| Tours de qualification (2023-2024)              |                |                                           |                                              |                        |
| Premier tour préliminaire                       | Juillet        | 18-20 aout                                | 24-27 aout                                   | 52                     |
| Deuxième tour préliminaire                      | Juillet        | 15-24 septembre                           | 29 Septembre -2 octobre                      | 32 (26+6)              |
| Phase de groupes (2023-2024)                    |                |                                           |                                              |                        |
| Journées 1 et 4 Journées 2 et 5 Journées 3 et 6 | 6 Octobre      | 24-26 novembre 1-2 décembre 8-10 décembre | 19 decembr-16 février 23-24 février 1-2 mars | 16                     |
| Phase finale (2023)                             |                |                                           |                                              |                        |
| Quarts de finale                                | 12 mars        | 29 -30 mars                               | 5-6 avril                                    | 8                      |
| Demi-finales                                    | 12 mars        | 20 avril                                  | 26 avril                                     | 4                      |
| Finale                                          | 12 mars        | 18 mai                                    | 25 mai                                       | 2                      |

## Tours de qualification

### Premier tour
Six clubs sont exemptés du premier tour préliminaire et intègrent la compétition directement à partir du tour suivant :
1. Wydad AC
2. Al Ahly SC
3. Mamelodi Sundowns FC
4. ES Tunis
5. TP Mazembe
6. CR Belouizdad

Les matchs aller se jouent du 18 au 20 août 2023 tandis que les matchs retour se jouent 24 du au 27 du même mois.
| Match | Équipe 1              | Résultat | Équipe 2             | Aller | Retour | Tab |
| ----- | --------------------- | -------- | -------------------- | ----- | ------ | --- |
| 1     | Hafia FC              | 2-2      | AS Génération Foot   | 0-0   | 2-2    | -   |
| 2     | ASGNN                 | forfait  | AS Douanes           | -     | -      | -   |
| 3     | Bo Rangers FC         | 2-1      | LISCR FC             | 1-1   | 1-0    | -   |
| 4     | Medeama SC            | 1-1      | Remo Stars FC        | 1-0   | 0-1    | 3-2 |
| 5     | KMKM SC               | 2-5      | Saint-George SC      | 1-2   | 1-3    | -   |
| 6     | APR FC                | 3-1      | Gaadiidka FC         | 1-1   | 2-0    | -   |
| 7     | CS Bendje             | 2-6      | Bumamuru FC          | 1-1   | 1-5    | -   |
| 8     | African Stars FC      | 2-2      | Power Dynamos FC     | 2-1   | 0-1    | -   |
| 9     | UD Songo              | 2-1      | Green Mamba FC       | 1-0   | 1-1    | -   |
| 10    | Dragón FC             | 0-3      | Nyasa Big Bullets FC | 0-2   | 0-1    | -   |
| 11    | Al-Ahly Benghazi      | 4-3      | Enyimba FC           | 4-3   | 0-0    | -   |
| 12    | Coton FC              | 0-2      | ASEC Mimosas         | 0-0   | 0-2    | -   |
| 13    | CS Constantine        | 0-3      | ES Sahel             | 0-2   | 0-1    | -   |
| 14    | ASKO Kara             | 0-8      | FAR Rabat            | 0-1   | 0-7    | -   |
| 15    | AS Réal de Bamako     | 2-0      | Coton Sport FC       | 0-0   | 2-0    | -   |
| 16    | FC Nouadhibou         | 2-1      | Al-Ahli Tripoli      | 2-0   | 0-1    | -   |
| 17    | CD Primeiro de Agosto | 2-1      | AS Vita Club         | 1-0   | 1-1    | -   |
| 18    | Salaam FC             | forfait  | Al-Hilal Omdurman    | -     | -      | -   |
| 19    | AS Otohô              | 1-1      | Al-Merreikh Omdurman | 1-1   | 0-0    | -   |
| 20    | ASAS Djibouti Télécom | 1-7      | Young Africans SC    | 0-2   | 1-5    | -   |
| 21    | Jwaneng Galaxy FC     | 3-2      | Vipers SC            | 2-0   | 1-2    | -   |
| 22    | Djabal FC             | 0-4      | Orlando Pirates FC   | 0-1   | 0-3    | -   |

- Qualifié pour les Deuxième tour

### Deuxième tour
| Match | Équipe 1              | Résultat | Équipe 2             | Aller | Retour | Tab |
| ----- | --------------------- | -------- | -------------------- | ----- | ------ | --- |
| 23    | Hafia FC              | 1-4      | Wydad AC             | 1-1   | 0-3    | -   |
| 24    | AS Douanes            | 0-1      | ES Tunis             | 0-1   | 0-0    | -   |
| 25    | Bo Rangers FC         | 2-6      | CR Belouizdad        | 1-3   | 1-3    | -   |
| 26    | Medeama SC            | 4-3      | Horoya AC            | 3-1   | 1-2    | -   |
| 27    | Saint-George SC       | 0-7      | Al-Ahly SC           | 0-3   | 0-4    | -   |
| 28    | APR FC                | 1-6      | Pyramids FC          | 0-0   | 1-6    | -   |
| 29    | Bumamuru FC           | 0-6      | Mamelodi Sundowns FC | 0-4   | 0-2    | -   |
| 30    | Power Dynamos FC      | 3-3      | Simba SC             | 2-2   | 1-1    | -   |
| 31    | UD Songo              | 2-5      | Petro Atlético       | 1-2   | 1-3    | -   |
| 32    | Nyasa Big Bullets FC  | 0-5      | TP Mazembe           | 0-1   | 0-4    | -   |
| 33    | Al-Ahly Benghazi      | 1-2      | ASEC Mimosas         | 0-0   | 1-2    | -   |
| 34    | ES Sahel              | 3-1      | FAR Rabat            | 1-0   | 2-1    | -   |
| 35    | AS Réal de Bamako     | 1-4      | FC Nouadhibou        | 0-3   | 1-1    | -   |
| 36    | CD Primeiro de Agosto | 1-2      | Al-Hilal Omdurman    | 0-0   | 1-2    | -   |
| 37    | Al-Merreikh Omdurman  | 0-3      | Young Africans SC    | 0-2   | 0-1    | -   |
| 38    | Jwaneng Galaxy FC     | 1-1      | Orlando Pirates FC   | 1-0   | 0-1    | 5-4 |

- Qualifié pour la Phase de poules

## Phase de poules
Al Ahly SC
Pyramids FC

### Tirage au sort
Le tirage au sort a lieu le 6 octobre 2023 à Johannesburg.
| Chapeau 1                        | Chapeau 2                    | Chapeau 3                     | Chapeau 4                 |
| -------------------------------- | ---------------------------- | ----------------------------- | ------------------------- |
| Al-Ahly SC (83 pts) T Ch         | CR Belouizdad (36 pts) Ch    | TP Mazembe (30,5 pts)         | ES Sahel (20 pts) Ch      |
| Wydad AC (74 pts)                | Pyramids FC (35 pts)         | Al-Hilal Omdurman (23 pts)    | Jwaneng Galaxy FC (4 pts) |
| ES Tunis (56 pts)                | Simba SC (35 pts)            | ASEC Mimosas (20 pts) Ch      | FC Nouadhibou (1 pt) Ch   |
| Mamelodi Sundowns FC (51 pts) Ch | Petro Atlético (33,5 pts) Ch | Young Africans SC (20 pts) Ch | Medeama SC (0 pt) Ch      |

Notes
T : Tenant du titre

Ch : Champion national

- Qualifié pour les quarts de finale

### Groupe A
| Rang | Équipe               | Pts | J | G | N | P | Bp | Bc | Diff |  | Résultats (▼ dom., ► ext.) |     |     |     |     |
| ---- | -------------------- | --- | - | - | - | - | -- | -- | ---- |  | -------------------------- | --- | --- | --- | --- |
| 1    | Mamelodi Sundowns FC | 13  | 6 | 4 | 1 | 1 | 7  | 1  | +6   |  | Mamelodi Sundowns FC       |     | 1-0 | 3-0 | 0-0 |
| 2    | TP Mazembe           | 10  | 6 | 3 | 1 | 2 | 6  | 2  | +4   |  | TP Mazembe                 | 1-0 |     | 2-0 | 3-0 |
| 3    | FC Nouadhibou        | 5   | 6 | 1 | 2 | 3 | 4  | 9  | -5   |  | FC Nouadhibou              | 0-2 | 0-0 |     | 2-0 |
| 4    | Pyramids FC          | 5   | 6 | 1 | 2 | 3 | 3  | 8  | -5   |  | Pyramids FC                | 0-1 | 1-0 | 2-2 |     |

### Groupe B
| Rang | Équipe            | Pts | J | G | N | P | Bp | Bc | Diff |  | Résultats (▼ dom., ► ext.) |     |     |     |     |
| ---- | ----------------- | --- | - | - | - | - | -- | -- | ---- |  | -------------------------- | --- | --- | --- | --- |
| 1    | ASEC Mimosas      | 11  | 6 | 3 | 2 | 1 | 7  | 2  | +5   |  | ASEC Mimosas               |     | 0-0 | 1-0 | 3-0 |
| 2    | Simba SC          | 9   | 6 | 2 | 3 | 1 | 9  | 2  | +7   |  | Simba SC                   | 1-1 |     | 2-0 | 6-0 |
| 3    | Wydad AC          | 9   | 6 | 3 | 0 | 3 | 3  | 4  | -1   |  | Wydad AC                   | 1-0 | 1-0 |     | 0-1 |
| 4    | Jwaneng Galaxy FC | 4   | 6 | 1 | 1 | 4 | 1  | 12 | -11  |  | Jwaneng Galaxy FC          | 0-2 | 0-0 | 0-1 |     |

### Groupe C
| Rang | Équipe            | Pts | J | G | N | P | Bp | Bc | Diff |  | Résultats (▼ dom., ► ext.) |     |     |     |     |
| ---- | ----------------- | --- | - | - | - | - | -- | -- | ---- |  | -------------------------- | --- | --- | --- | --- |
| 1    | Petro Atlético    | 12  | 6 | 3 | 3 | 0 | 5  | 0  | +5   |  | Petro Atlético             |     | 0-0 | 1-0 | 2-0 |
| 2    | ES Tunis          | 11  | 6 | 3 | 2 | 1 | 6  | 3  | +3   |  | ES Tunis                   | 0-0 |     | 1-0 | 2-0 |
| 3    | Al-Hilal Omdurman | 5   | 6 | 1 | 2 | 3 | 4  | 5  | -1   |  | Al-Hilal Omdurman          | 0-0 | 3-1 |     | 1-1 |
| 4    | ES Sahel          | 4   | 6 | 1 | 1 | 4 | 2  | 9  | -7   |  | ES Sahel                   | 0-2 | 0-2 | 1-0 |     |

### Groupe D
| Rang | Équipe            | Pts | J | G | N | P | Bp | Bc | Diff |  | Résultats (▼ dom., ► ext.) |     |     |     |     |
| ---- | ----------------- | --- | - | - | - | - | -- | -- | ---- |  | -------------------------- | --- | --- | --- | --- |
| 1    | Al-Ahly SC        | 12  | 6 | 3 | 3 | 0 | 6  | 1  | +5   |  | Al-Ahly SC                 |     | 1-0 | 0-0 | 3-0 |
| 2    | Young Africans SC | 8   | 6 | 2 | 2 | 2 | 9  | 6  | +3   |  | Young Africans SC          | 1-1 |     | 4-0 | 3-0 |
| 3    | CR Belouizdad     | 8   | 6 | 2 | 2 | 2 | 7  | 6  | +1   |  | CR Belouizdad              | 0-0 | 3-0 |     | 3-0 |
| 4    | Medeama SC        | 4   | 6 | 1 | 1 | 4 | 3  | 12 | -9   |  | Medeama SC                 | 0-1 | 1-1 | 2-1 |     |

## Phase finale

### Qualification et tirage au sort
Le tirage au sort des quarts de finale se déroule le 12 mars 2024 au siège de la CAF, au Caire. Les équipes qualifiées sont réparties selon leur classement en phase de poules (voir le tableau ci-dessous), les vainqueurs de groupe bénéficiant notamment de l'avantage relatif de jouer le match retour à domicile.
| Groupe | 1er du groupe - Tête de série | 2e du groupe - Non-tête de série |
| ------ | ----------------------------- | -------------------------------- |
| A      | Mamelodi Sundowns FC          | TP Mazembe                       |
| B      | ASEC Mimosas                  | Simba SC                         |
| C      | Petro Atlético                | ES Tunis                         |
| D      | Al-Ahly SC                    | Young Africans SC                |

### Quarts de finale
| Équipe 1          | Résultat | Équipe 2             | Aller | Retour | Tab |
| ----------------- | -------- | -------------------- | ----- | ------ | --- |
| Simba SC          | 0-3      | Al-Ahly SC           | 0-1   | 0-2    | -   |
| TP Mazembe        | 2-1      | Petro Atlético       | 0-0   | 2-1    | -   |
| ES Tunis          | 0-0      | ASEC Mimosas         | 0-0   | 0-0    | 4-2 |
| Young Africans SC | 0-0      | Mamelodi Sundowns FC | 0-0   | 0-0    | 2-3 |

### Demi-finales
| Équipe 1   | Résultat | Équipe 2             | Aller | Retour | Tab |
| ---------- | -------- | -------------------- | ----- | ------ | --- |
| ES Tunis   | 2-0      | Mamelodi Sundowns FC | 1-0   | 1-0    | -   |
| TP Mazembe | 0-3      | Al-Ahly SC           | 0-0   | 0-3    | -   |

### Finale
| Équipe 1 | Résultat | Équipe 2   | Aller | Retour | Tab |
| -------- | -------- | ---------- | ----- | ------ | --- |
| ES Tunis | 0-1      | Al Ahly SC | 0-0   | 0-1    | -   |

### Tableau final
|  | Quarts de finale     | Quarts de finale     | Quarts de finale     | Quarts de finale     |            |            | Demi-finales | Demi-finales | Demi-finales | Demi-finales |  |  | Finale | Finale | Finale | Finale |
|  |                      |                      |                      |                      |            |            |              |              |              |              |  |  |        |        |        |        |
|  |                      |                      |                      |                      |            |            |              |              |              |              |  |  |        |        |        |        |
|  |                      |                      |                      |                      |            |            |              |              |              |              |  |  |        |        |        |        |
|  | ES Tunis             | ES Tunis             | 0                    | 0 (4)tab             |            |            |              |              |              |              |  |  |        |        |        |        |
|  | ES Tunis             | ES Tunis             | 0                    | 0 (4)tab             |            |            |              |              |              |              |  |  |        |        |        |        |
|  | ASEC Mimosas         | ASEC Mimosas         | 0                    | 0 (2)                |            |            |              |              |              |              |  |  |        |        |        |        |
|  | ASEC Mimosas         | ASEC Mimosas         | 0                    | 0 (2)                | ES Tunis   | ES Tunis   | 1            | 1            |              |              |  |  |        |        |        |        |
|  |                      |                      |                      |                      | ES Tunis   | ES Tunis   | 1            | 1            |              |              |  |  |        |        |        |        |
|  |                      |                      | Mamelodi Sundowns FC | Mamelodi Sundowns FC | 0          | 0          |              |              |              |              |  |  |        |        |        |        |
|  | Young Africans       | Young Africans       | Mamelodi Sundowns FC | Mamelodi Sundowns FC | 0          | 0          | 0            | 0 (2)        |              |              |  |  |        |        |        |        |
|  | Young Africans       | Young Africans       |                      |                      |            |            |              | 0 (2)        |              |              |  |  |        |        |        |        |
|  | Mamelodi Sundowns FC | Mamelodi Sundowns FC | 0                    | 0 (3)tab             |            |            |              |              |              |              |  |  |        |        |        |        |
|  | Mamelodi Sundowns FC | Mamelodi Sundowns FC | 0                    | 0 (3)tab             | ES Tunis   | ES Tunis   | 0            | 0            |              |              |  |  |        |        |        |        |
|  |                      |                      |                      |                      | ES Tunis   | ES Tunis   | 0            | 0            |              |              |  |  |        |        |        |        |
|  |                      |                      | Al Ahly SC           | Al Ahly SC           | 0          | 1          |              |              |              |              |  |  |        |        |        |        |
|  | Simba SC             | Simba SC             | Al Ahly SC           | Al Ahly SC           | 0          | 1          | 0            | 0            |              |              |  |  |        |        |        |        |
|  | Simba SC             | Simba SC             |                      |                      |            |            |              |              |              |              |  |  |        |        |        |        |
|  | Al-Ahly SC           | Al-Ahly SC           | 1                    | 2                    |            |            |              |              |              |              |  |  |        |        |        |        |
|  | Al-Ahly SC           | Al-Ahly SC           | 1                    | 2                    | TP Mazembe | TP Mazembe | 0            | 0            |              |              |  |  |        |        |        |        |
|  |                      |                      |                      |                      | TP Mazembe | TP Mazembe | 0            | 0            |              |              |  |  |        |        |        |        |
|  |                      |                      | Al-Ahly SC           | Al-Ahly SC           | 0          | 3          |              |              |              |              |  |  |        |        |        |        |
|  | TP Mazembe           | TP Mazembe           | Al-Ahly SC           | Al-Ahly SC           | 0          | 3          | 0            | 2            |              |              |  |  |        |        |        |        |
|  | TP Mazembe           | TP Mazembe           |                      |                      |            |            |              | 2            |              |              |  |  |        |        |        |        |
|  | Petro Atlético       | Petro Atlético       | 0                    | 1                    |            |            |              |              |              |              |  |  |        |        |        |        |
|  | Petro Atlético       | Petro Atlético       | 0                    | 1                    |            |            |              |              |              |              |  |  |        |        |        |        |
|  |                      |                      |                      |                      |            |            |              |              |              |              |  |  |        |        |        |        |